# Christine Elong
Christine Elong, née Christine Tsalla Ngono est une écrivaine et artiste peintre camerounaise.

## Biographie
Christine Tsalla Ngono épouse Elong est née au Sud Cameroun vers 1984. Elle y passe son enfance jusqu'à l'âge de 23 ans où elle s'en va en Italie suivre des études en Banques, Bourses et Assurances à l'Université de Turin,. Dix ans plus tard, elle pose ses valises à Nantes en France.

## Carrière
Elle développe un intérêt pour la littérature dans le but d'attirer l'attention de son père. C'est en 2015 qu'elle se lance dans la rédaction d'un manuscrit et ce n'est que plus tard, en 2019 qu'elle sort son premier roman, Piégée par mon sang, inspiré par les tragédies que subit sa meilleure amie. 

## Œuvres littéraires

### Piégée par mon sang
Son premier roman entre dans le registre réaliste-tragique autour du thème principal de la drépanocytose.

### Mexico
Ce deuxième roman invite à découvrir le Mexique, dont elle est tombée amoureuse. Le roman raconte l’histoire d’Alex, un jeune camerounais qui quitte son natal pays natal pour le Mexique. Ce livre, tout comme son premier roman est publié en autoédition.